# Havana Club

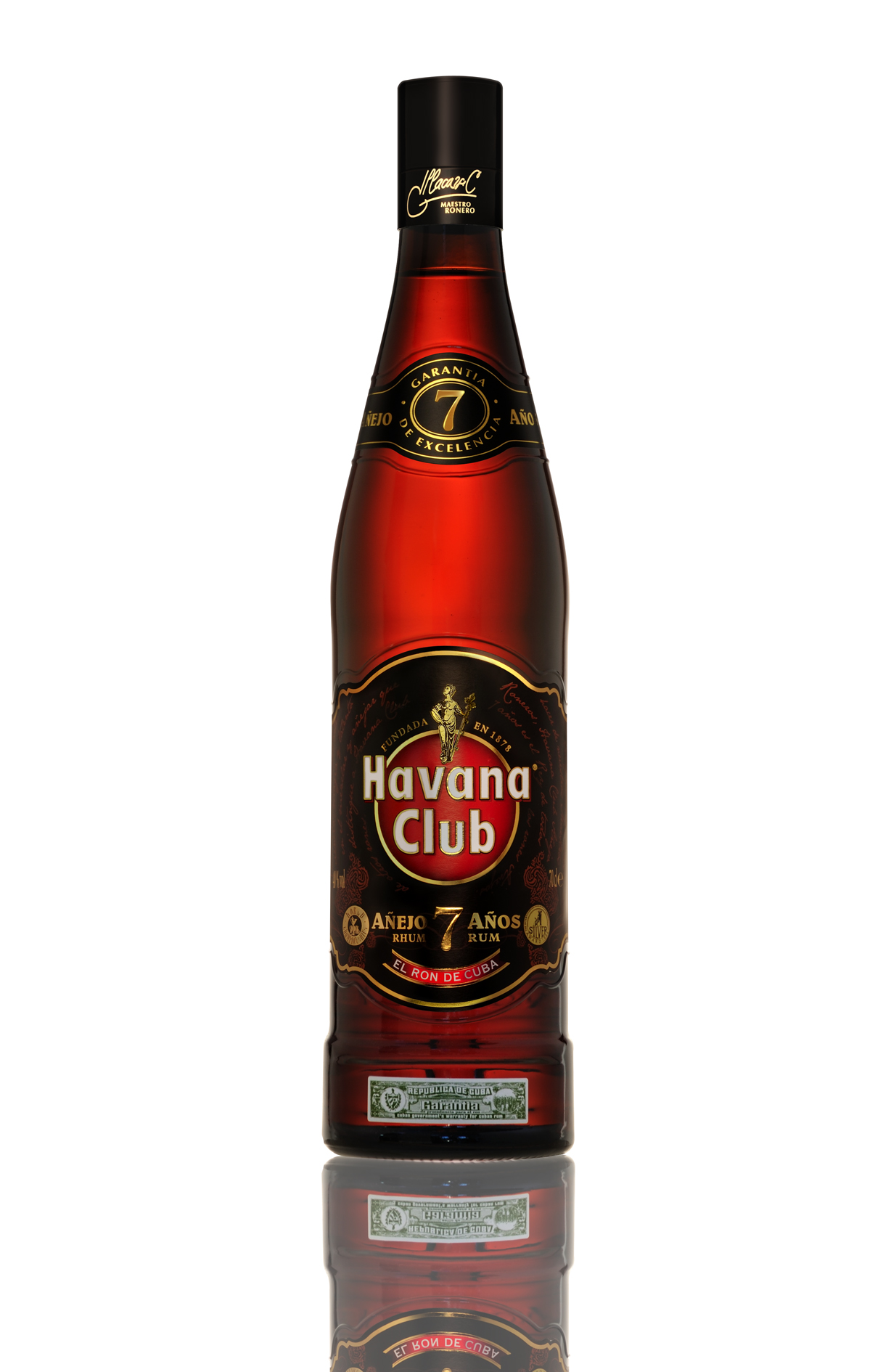
Bild på flaskan

Havana Club, är en rom som tillverkas i Santa Cruz del Norte på Kuba sedan 1878. Bolaget konfiskerades från Arechabalafamiljen som flydde till Spanien då bolaget förstatligades under den kubanska revolutionen 1959. Sedan 1993 ägs bolaget till hälften av den kubanska staten, till hälften av det franska företaget Pernod Ricard. 

## Sorter
I Sverige finns sex sorter på Systembolaget:
- Havana Club Añejo Blanco (Lagrad ett år) Räknas som vit sprit på Systembolaget.
- Havana Club Añejo 3 años (Lagrad tre år)
- Havana Club Añejo Especial(Lagrad fyra år)(beställningsvara)
- Havana Club Añejo Reserva (Lagrad fem år)
- Havana Club Añejo 7 años (Lagrad sju år)
- Havana Club Cuban Barrel Proof (beställningsvara)
- Havana Club Selección de Maestros (beställningsvara)

Övrigt från huset Havana Club':
- Havana Club San Cristobal de La Habana Ron Añejo Solera
- Havana Club Gran Añejo 15 Años (Lagrad 15 år)
- Havana Club Máximo Ron Extra Añejo

Den mest exklusiva rom ur Havana club huset är Havana Club Máximo. 
I Finland finns den ljusa Añejo Blanco och den mörka Añejo Reserva att köpa på Alko.
En specialutgåva från Havana Club kallad Solera San Cristóbal säljs endast hos de officiella Havana Club butikerna. Denna utgåva skapades inför 480 år firandet av Villa San Cristóbal och grundandet av Kubas huvudstad Havanna.

## Marknadstvist
Varumärket Havana club ägs och marknadsförs utanför Kuba av dels Pernod Ricard dels av rivalen Bacardi. Medan den rom som faktiskt produceras på Kuba saluförs av Pernod Ricard säljs en rom producerad i Puerto Rico av Bacardi i USA. Flera faktorer spelar in i tvisten. Dels har USA ett handelsembargo mot Kuba sedan Fidel Castro tagit makten på ön. Dels hade familjen Bacardi väsentliga intressen på samma ö som Fidel Castro konfiskerat. För tillfället gäller att Bacardi får sälja sin rom i USA med varumärket Havana club medan Pernod Ricard har den äkta varan och saluför denna i övriga världen.

## Kubanska destillerier
- Bacardi - Grundat 4 februari 1862 i Santiago de Cuba av spanioren Don Facundo Bacardí Massó.
- Legendario - Grundat 1946 i Havana.
- Matusalem - Grundat 1872 på Kuba av de spanska bröderna Benjamin och Eduardo Camp
- Varadero - Grundat 1862 i Santiago de Cuba med stöd av spanska kungahuset.
- Havana club - Grundat 1878 i Santa Cruz del Norte av José Arechabala.